# Gerezani

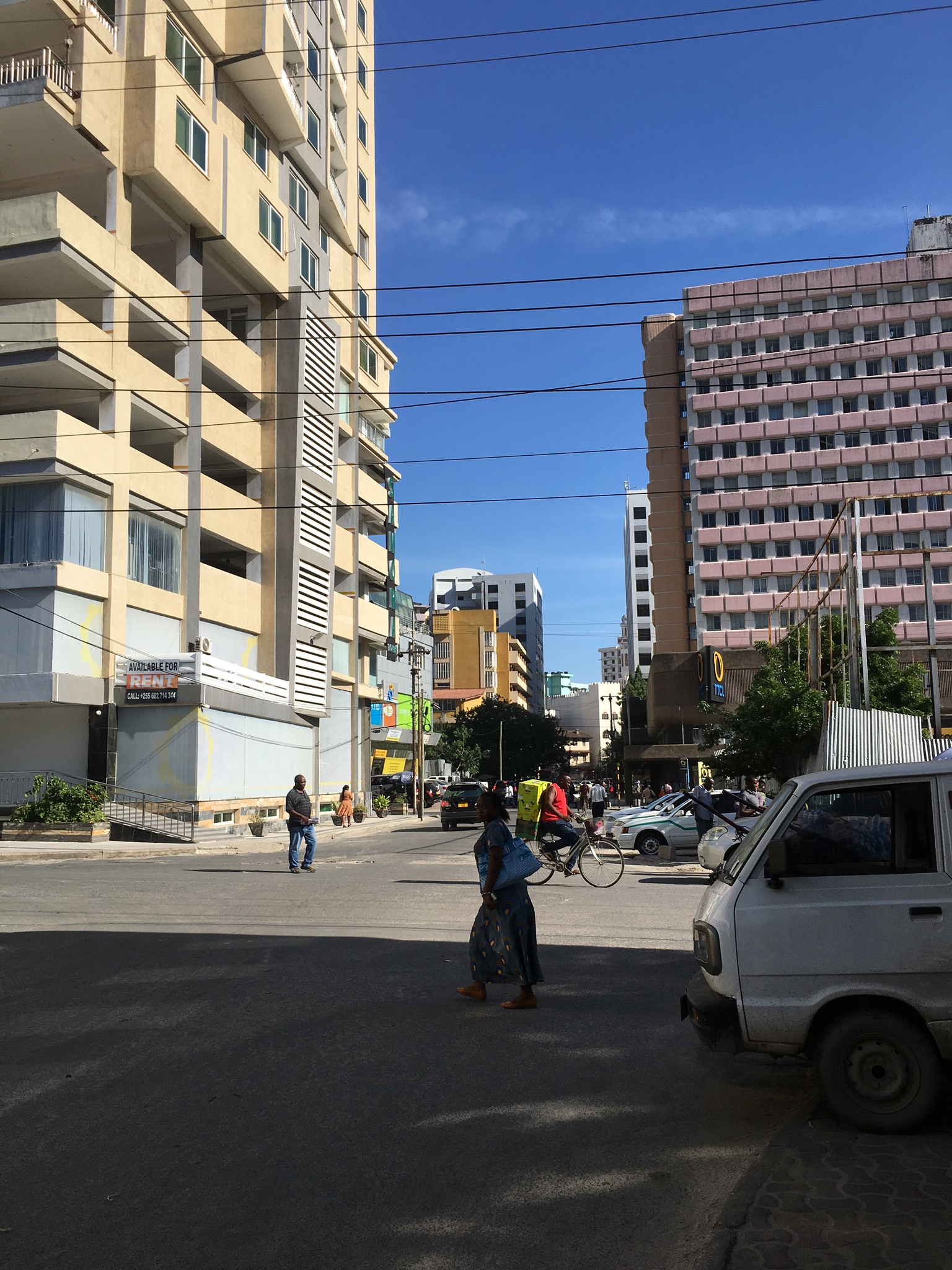
Straßenszene in Gerezani (2019)

Gerezani ist ein Stadtteil der tansanischen Großstadt Daressalam.

## Lage
Der Stadtteil (Swahili Kata) Gerezani liegt in der Innenstadt von Daressalam und gehört zum Stadtbezirk (Swahili Wilaya) Ilala.

## Bedeutung
Der Stadtteil weist dadurch, dass er sich in der Innenstadt befindet, eine geringere Einwohnerdichte auf als die äußeren Stadtteile. Er dient vorrangig dem Handel, der Arbeit und Kultur. Anders als Posta hat er jedoch weniger Sehenswürdigkeiten und Aktivitäten für Touristen.

## Verkehrsanbindung
Die Mwendokasi-Stationen Gerezani, Kisito, Police und Fire befinden sich in Gerezani sowie zahlreiche Daladala-Stationen. Der Bahnhof Kamata befindet sich zudem auch in Gerezani.
Koordinaten: 6° 49′ S, 39° 17′ O